# Trindade (Paraty)

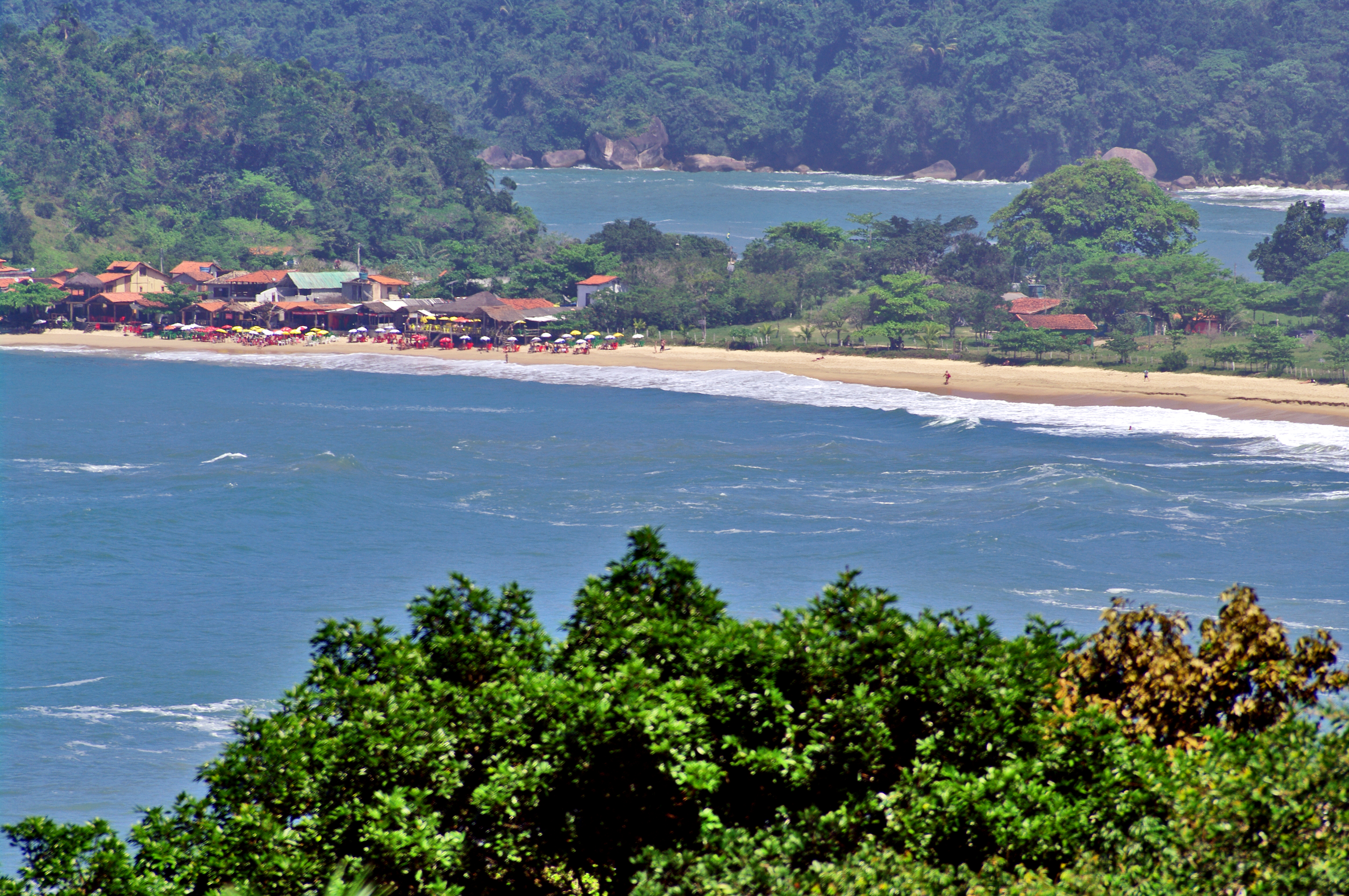
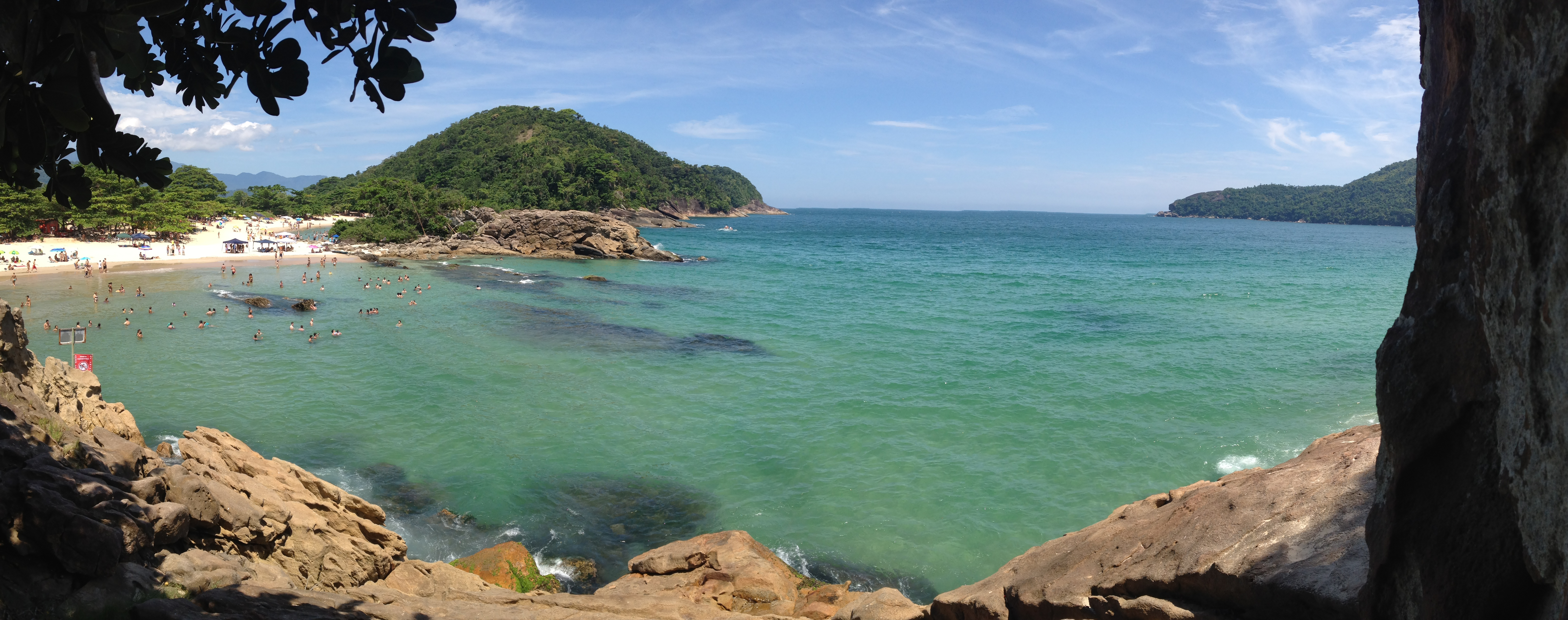
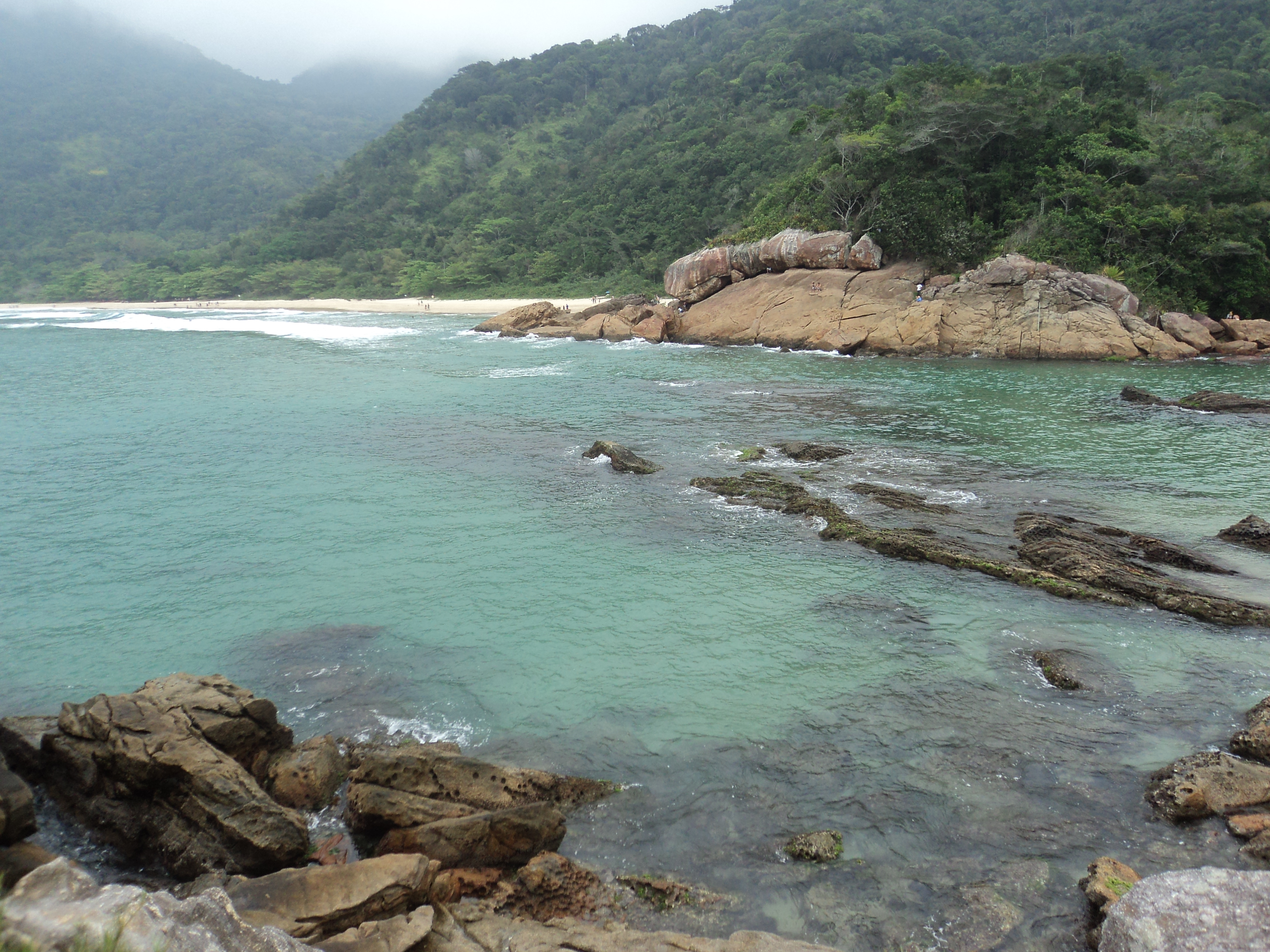

Die Vila de Trindade ist ein Bairro (Stadtviertel) der Gemeinde von Paraty (26 km vom Zentrum entfernt) im äußersten Südwesten des Bundesstaats Rio de Janeiro.
Ursprünglich war die Bucht von Tupinambá bewohnt. Zur Zeit des Goldbooms hatten sich dort Piraten versteckt, die aus Paraty kommende Schiffe überfielen und die wiederum von den Indianern beraubt wurden. Bei einem aus Paraty gestarteten Rachefeldzug wurden alle Bewohner ermordet. Später ließen sich einzelne Familien aus anderen Landesteilen dort nieder und lebten von Subsistenzwirtschaft.
Inzwischen ist Trindade zu einem beliebten Badeort geworden. Der Reiz des Ortes liegt neben den sandigen Buchten im noch ursprünglichen Bergwald (Mata Atlântica). Besonders bei den Surfern ist der nördlichste Strandabschnitt wegen seiner hohen Wellen beliebt, allerdings sind diese Wellen und die vorhandenen Strömungen nicht ungefährlich, da man leicht gegen die ins Meer hineinragenden Felsen gedrückt werden kann. Zum Schwimmen sind die südlicheren Strandabschnitte besser geeignet. Die gesamte Umgebung ist Teil des Nationalparks Serra da Bocaina.
Etwa 30 Pensionen und zugehörige Campingplätze (Stand 2006) ziehen sowohl jugendliche Individualtouristen als auch Familien an. Eine schmale asphaltierte Straße führt 8 km durch den Urwald bis zur Bundesstraße von Rio nach Santos.